# Chelonus amurensis
Chelonus amurensis är en stekelart som först beskrevs av Vladimir Ivanovich Tobias 1984.  Chelonus amurensis ingår i släktet Chelonus och familjen bracksteklar. Inga underarter finns listade i Catalogue of Life.